# 356 a. C.
El año 356 a. C. fue un año del calendario romano prejuliano. En el Imperio romano se conocía como el Año del Consulado de Ambusto y Lenas (o menos frecuentemente, año 398 Ab urbe condita).

## Acontecimientos

### Macedonia
- Comienza la tercera guerra sagrada, en la que toma parte Filipo II de Macedonia.
- Filipo II conquista la ciudad de Potidea y la entrega a los ciudad de Olinto.

### Resto del Mundo
- El templo de Artemisa en Éfeso, considerado como una de las siete maravillas del mundo, es incendiado por Heróstrato, un heleno desconocido que quería lograr fama universal.[1]

## Nacimientos
- Finales de julio: Alejandro Magno, más tarde rey de Macedonia (m. 323 a. C.)
- Hefestión, general macedonio, soldado, aristócrata y compañero de Alejandro Magno (m. 324 a. C.)

## Fallecimientos
- Filisto, historiador griego (n. 435 a. C.)

## Arte y literatura
- Destrucción del Templo de Artemisa en Éfeso por Eróstrato, una de las Siete Maravillas del Mundo Antiguo.